# Laxoa

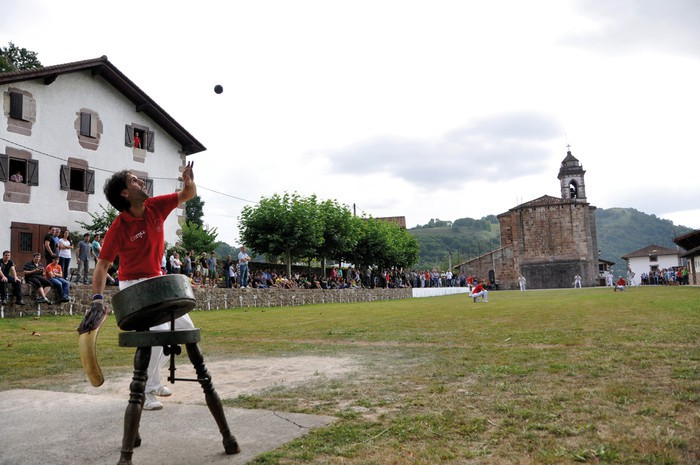
Un jugador fent el llançament en Arraioz.

La laxoa és una modalitat de pilota basca, l'única, avui en dia, que es juga a l'estil directe, çó és, amb els jugadors acarats.
També anomenada com a "errebote", o simplement "guant" (per l'eina), la laxoa és descendent del "bote luzea", i és, per tant, relacionada amb les llargues valencianes, amb l'única diferència de la pilota, molt més grossa la basca, la qual cosa ha forçat la utilització d'un guant.

## Història
La primera menció escrita a l'esport de "guant" és al segle xviii, per part del jesuïta Jesús de Larramendi, qui esmenta la duresa de les pilotes emprades. L'estudiós i afeccionat Tiburcio Arraztoa fa constar la popularitat d'aquest esport al segle xix ("Havia places per a jugar a guant en molts pobles del nord de Navarra"), amb l'exemple del desafiament d'Irun el 1846, que congrià unes 12.000 persones a la plaça Urdanibia.
Aquest favor del públic, però, decaigué amb l'arribada de les modalitats "a ble" (també anomenades "indirectes"), en les quals es colpeja la pilota contra una paret, fins al punt que la modalitat original ha anat reculant i, avui en dia, només es juga a la laxoa a la Vall de Baztan (Navarra).
Des del 1979 hom organitza un Campionat Interpobles.

## Canxa i material de joc
Antigament el lloc per a jugar eren les esplanades als monts ("pilotasoro"), però ara molt pobles encara conserven les "plaza", rectangles d'entre 70 i 100 m de llarg, amb frontó en un dels extrems, aquesta part és el "rest".
Els jugadors de camp de laxoa duen un guant acanalat d'entre 900 i 1.000 gr, mentre que qui fa la treta duu una cistella com les de "cesta-punta". L'ús de protecció en les mans és necessària atesa la major duresa del cop de la pilota llençada directament pel rival, no esmorteït pel rebot al frontó, com en la resta de modalitats.

## Regles
Les regles de la laxoa són molt semblants a les de les llargues valencianes.
Dos equips, de 5 jugadors per hom, s'acaren una canxa rectangular jugant a passar-se la pilota d'un equip a l'altre amb un cop de mà al primer bot o a l'aire (així mateix, la pilota pot botar en la paret d'un dels extrems curts).
Guanya qui abasta 13 "jocs". Els jocs es compten de 5 en 5, i cadascun d'ells és format per "quinzes": res, 15, 30, 40 i joc. En cas d'igualada a 40 els dos equips baixen a 30-30, car el joc s'ha de guanyar per una diferència de dos quinzes.
Cada quinze comença quan un jugador de l'equip en la part de la treta bota la pilota en un "botillo" (banqueta a l'altura de la cintura) i llença la pilota amb la cistella cap a la part del camp amb un frontó), l'equip al "rest" pot colpejar la pilota després de pegar en la paret, a l'aire (quan encara no ha botat) o al primer bot enterra. S'inicia així un intercanvi de pilotades que acaba quan la pilota ix per sobre l'extrem de la treta, això puntua coma quinze directe.
Totes les altres situacions, quan un dels equips no ha pogut tornar-la, siga per no impedir que la pilota ixca per un dels extrems propis del camp després d'un bot, per falta quan la pilota bota dos cops, per haver-la colpejat de seguit dos membres del mateix equip, o per pegar-li amb qualsevol part del cos (només són vàlids els cops amb la cistella o el guant) causen que es marca una ratlla enterra a l'altura d'on s'ha produït la falta.
Les ratlles són una mena de mig-camp variable després de la qual la pilota no pot botar.
Els equips es canvien la posició en el camp en haver "40 i una ratlla" o en haver "dos ratlles". D'aquesta manera, l'equip que ha defensat abans (al "rest") ara ha d'atacar des de la treta per a guanyar les ratlles.

## Relacions amb altres jocs de pilota
Hom creu que la laxoa, en ser un joc directe amb la puntuació de les ratlles, és un esport derivat del Jeu de paume, i és, doncs, relacionat amb el Ballpelote belga, el Joc de pilota a mà frisó, les Llargues valencianes, el Longue paume francés i el Pallone italià.